# Малый луговой тетерев
Малый луговой тетерев, или малый степной тетерев (лат. Tympanuchus pallidicinctus) — вид птиц из рода луговых тетеревов из семейства фазановых. Подвидов не выделяют. Эндемик США.

## Внешний вид
Малый луговой тетерев — птица среднего размера, чья окраска представляет собой сочетание белого и коричневого цветов, образующих полосатый узор. Внешне он напоминает своего близкого родственника — большого лугового тетерева (T. cupido), но отличаются меньшими размерами и более светлым оттенком оперения. Взрослые особи достигают длины 38-41 см. Половозрелые самцы имеют характерные жёлтые перья над глазами, похожие на брови, а также длинные перья на голове. Во время токования самцы приподнимают эти перья и надувают розовато-красные шейные мешки, расположенные по бокам шеи, демонстрируя их для привлечения самок.

## Ареал
Популяция малых луговых тетеревов примерно поровну распределена между западным Канзасом и прериями западной Оклахомы, Техасским выступом (включая Ллано-Эстакадо), восточным Нью-Мексико и юго-восточным Колорадо. 
Их идеальная среда обитания включает нителистную полынь, дуб Quercus havardii и разнообразные местные травы и кустарники.

## Поведение
Малый луговой тетерев, подобно своему более крупному родственнику, известен своим характерным токованием, сопровождающимся "бурчащими" звуками во время брачных ритуалов. Эти птицы предпочитают открытые пространства с низкой растительностью, такие как холмы и гряды, но не брезгуют и антропогенными объектами вроде дорог или нефтяных платформ. Весной, в апреле-мае, самцы активно занимают и защищают территории для привлечения самок, становясь особенно агрессивными с приходом тепла. Осенью, с конца августа по октябрь, наблюдается повторение этого территориального поведения, причем самцы могут упорно возвращаться на одни и те же участки.
После спаривания, обычно в мае, самки приступают к устройству гнезд. Они представляют собой углубления в земле (5-10 см глубиной, до 20 см шириной), выстланные травой, листьями и перьями. Гнезда располагаются в густой траве или под прикрытием кустов и деревьев, обеспечивая тень и безопасность. В кладке обычно 11-14 яиц, из которых птенцы вылупляются примерно через 23 дня. Через четыре недели птенцы уже способны летать, а через 8-10 недель они становятся самостоятельными, когда мать отправляется на линьку.

## Рацион
Основу рациона малого лугового тетерева составляют семена, насекомые, злаки, а также листья, плоды и почки разнотравья. Всё это птицы едят круглый год, в зависимости от наличия, однако молодые особи в возрасте до 10 недель, как правило, питаются преимущественно насекомыми, а взрослые особи — в тёплые месяцы. Осенью они переходят на семена, а зимой — на листья и цветы. При наличии возможности, тетерева питаются сельскохозяйственными культурами, например, кукурузой и зерновыми. Обычно такая пища содержит достаточно влаги, поэтому птицы редко пьют из водоемов, если только не оказываются в крайне затруднительном положении.

## Охранный страус
Вид занесён в Красную Книгу и числится как уязвимый.